# Алієв Гюль Бала Ага Бала огли
Гюль Бала Ага Бала огли Алієв (5 грудня 1879, село Більгях Бакинського повіту Бакинської губернії, тепер селище Сабунчинського району міста Баку, Азербайджан — 27 березня 1971, місто Баку, тепер Азербайджан) — азербайджанський радянський діяч, старший майстер капітального ремонту нафтових свердловин бакинського тресту «Сталіннафта». Депутат Верховної ради СРСР 3-го скликання, депутат Верховної ради Азербайджанської РСР 5-го скликання. Герой Соціалістичної Праці (8.05.1948).

## Життєпис
Народився в селянській родині. У школі не вчився, грамоту опановував самостійно.
Трудову діяльність розпочав у 1898 році на Бібі-Ейбатських нафтопромислах у Баку. Працював робітником підрядного буріння Мухтарова, з 1911 року — ключником підрядного буріння товариства «Молот».
У 1920 році був активним учасником прорадянського збройного повстання в Баку та захоплення Азербайджану радянськими військами. У 1920—1922 роках служив у Червоній армії, був червоноармійцем у штабі Бакинського військового комісаріату. Після звільнення
у запас повернувся працювати на нафтопромисли Баку.
Десять років працював буровим майстром відділу буріння тресту «Азнафта». З 1935 по 1939 рік — буровий майстер контори ізоляції тресту «Сталіннафта» в місті Баку. У 1939—1943 роках — буровий майстер контори капітального ремонту свердловин, у 1943—1946 роках — ловильний майстер капітального ремонту свердловин тресту «Сталіннафта».
Член ВКП(б) з 1940 року.
З 1946 по 1955 рік працював старшим інженером (майстром) зі складних робіт контори капітального ремонту свердловин тресту «Сталіннафта» в Баку. Зробив великий внесок у відновлення виробництва та реконструкцію на багатьох нафтових свердловинах Азербайджану.
Указом Президії Верховної ради СРСР від 8 травня 1948 року за видатні досягнення у справі збільшення видобутку нафти, вироблення нафтопродуктів, розвідки нових нафтових родовищ та буріння нафтових свердловин Алієву Гюль Бала огли присвоєно звання Героя Соціалістичної Праці з врученням ордена Леніна та золотої медалі «Серп і Молот».
У 1955—1967 роках — інженер зі свердловинних робіт цеху капітального ремонту свердловин нафтопромислового управління імені 26 бакинських комісарів (нині нафтогазодобувне управління імені О.Д. Амірова) в Баку.
З 1967 року — персональний пенсіонер у Баку.
Помер 27 березня 1971 року в місті Баку. Похований на Алеї почесних поховань у Баку.
На честь Алієва названо вулицю в Баку та споруджено пам'ятник. У 1961 році був знятий документальний фільм «Наш Гюльбала» про життя нафтовика.

## Нагороди
- Герой Соціалістичної Праці (8.05.1948)
- два ордени Леніна (8.05.1948; 15.05.1951)
- орден Жовтневої Революції (30.03.1971)
- орден Трудового Червоного Прапора (27.04.1940)
- медаль «За трудову доблесть» (24.01.1943)
- дві медалі «За трудову відзнаку» (8.05.1948; 15.05.1951)
- медаль «За доблесну працю у Великій Вітчизняній війні 1941—1945 рр.»
- медалі
- почесний нафтовик СРСР
- ветеран нафтової промисловості СРСР
- майстер нафти Азербайджанської РСР (4.11.1940)